# Virágok Völgye Nemzeti Park
A Virágok Völgye Nemzeti Park India egyik nemzeti parkja, amelyet 1982-ben hoztak létre. A terület Uttarakhand államban, Chamoliban található, és az endemikus alpesi virágok rétjeiről és a változatos növényvilágáról ismert. A rendkívül változatos területen fekvő Nemzeti park ritka és veszélyeztetett állatoknak ad otthont, így többek között az ázsiai fekete medvének, a hópárducnak, a pézsmaszarvasnak, a barnamedvének, a vörös rókának és a kék juhnak is. A parkban található madarak közé tartozik a himalájai monal fácán és más magashegyi madarak.
A 3352-3658 méteres tengerszint feletti magasságban fekvő Virágok Völgye Nemzeti Park szelíd tája kiegészíti a tőle keletre fekvő Nanda Devi Nemzeti Park vadregényes hegyvidékét, melyek együtt egyedülálló átmeneti zónát alkotnak a Zanszkár és a Nagy-Himalája hegyvonulatai között.

## Fekvése
A Virágok völgyének területe a Himalája Zanszkár-hegységében fekszik, a nemzeti park legmagasabb pontja a Gauri Parbat, 6719 m tengerszint feletti magasságban. A park teljes egészében a mérsékelt alpesi zónában fekszik.
A parkot a Nanda Devi Bioszféra Rezervátum (223 674 ha) foglalja magába, amelyet egy pufferzóna (5 148,57 km2) vesz körül. A Nanda Devi Nemzeti Park Rezervátum az UNESCO Bioszféra Rezervátumok Világhálózatának tagja.

## Éghajlat
Mivel a Nanda Devi-medence a Himalája belső völgye, sajátos mikroklímával rendelkezik. A körülmények általában szárazak, az éves csapadékmennyiség alacsony, de június végétől szeptember elejéig heves monszun esőzések vannak. A monszun idején uralkodó köd és alacsony felhőzet nedvesen tartja a talajt, ezért a növényzet dúsabb, mint a szárazabb belső himalájai völgyekben szokásos. Április közepétől júniusig a hőmérséklet mérsékelt vagy hűvös (legfeljebb 19 °C). A Virágok völgye egy zárt belső himalájai völgy mikroklímájával is rendelkezik, és a délnyugati nyári monszun teljes hatásától a délre fekvő Nagy-Himalája hegyvonulat védi. Különösen a késő nyári monszun idején gyakran van sűrű köd és eső. Mind a medence, mind a völgy általában hat-hét hónapig, október vége és március vége között hófödte, a hó mélyebben és alacsonyabb magasságban halmozódik fel a völgyek árnyékos déli oldalán, mint az északi oldalon.

## Ökológia
A Virágok Völgye az alpesi növényvilág sokszínűségét tartalmazó, a nyugat-himalájai alpesi cserjék és rétek ökorégióját képviselő régióként vált fontossá. 
A fajok gazdag változatossága tükrözi a völgy elhelyezkedését az északon és délen található Zanszkár és Nagy-Himalája hegyvonulatok, valamint a Kelet-Himalája és a Nyugat-Himalája flórája közötti átmeneti zónában.
Számos növényfaj veszélyeztetettnek számít. Többet Uttarakhandon kívül még nem jegyeztek fel. A veszélyeztetett gyógynövényfajok sokfélesége nagyobb, mint amit más indiai himalájai védett területeken regisztráltak. A Nanda Devi Bioszféra Rezervátum egésze a Nyugat-Himalája Endemikus Madárvédelmi Területen (EBA) fekszik. A Virágok Völgye Nemzeti Park a Nanda Devi Bioszféra Rezervátum második magzónája. Hét korlátozott elterjedésű madárfaj endemikus az EBA ezen részén.

## Története

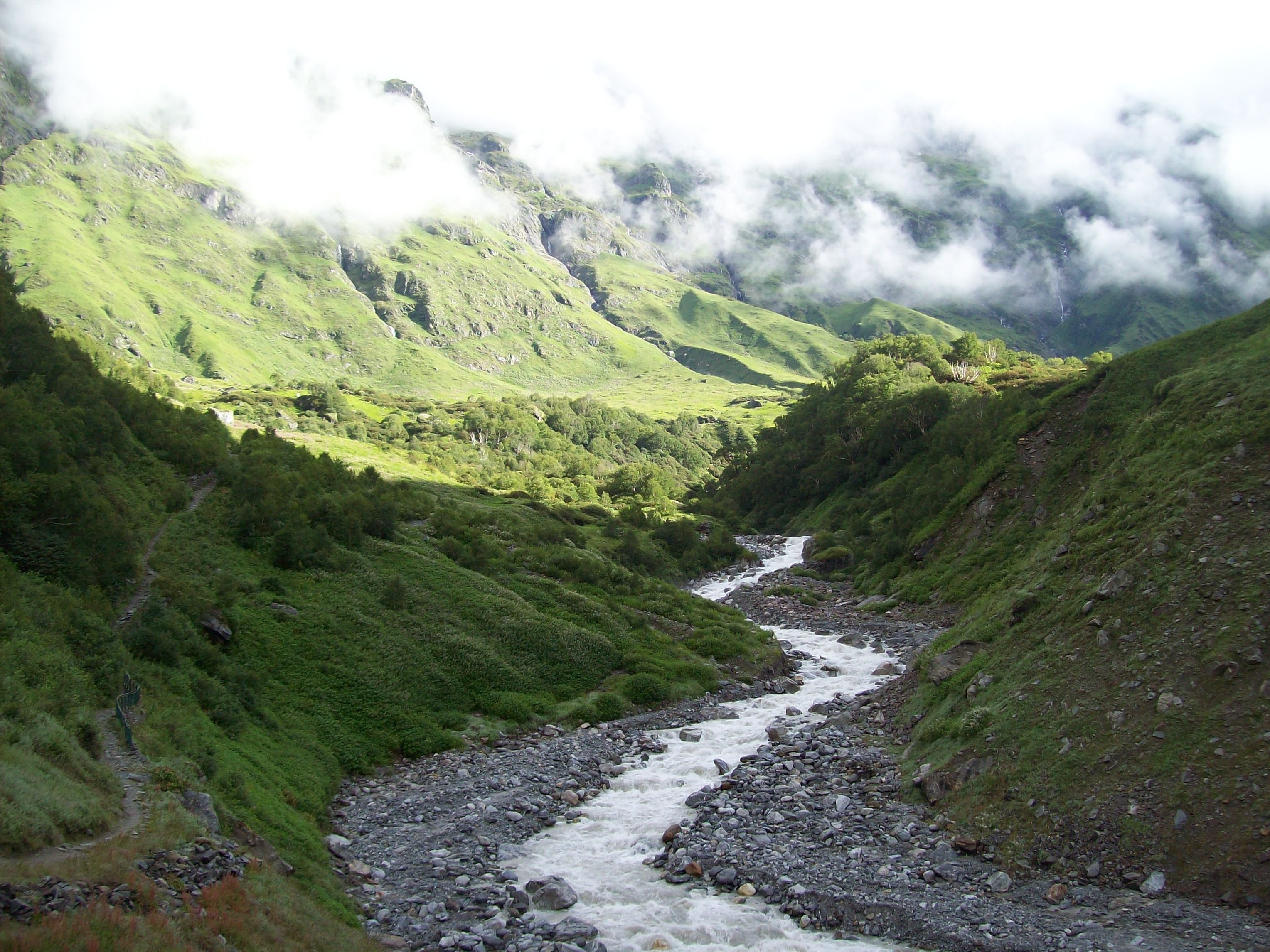
Virágok völgye, részlet

1931-ig a hely - megközelíthetetlensége miatt - a külvilág számára kevéssé volt ismert, amikor Frank S. Smythe, Eric Shipton és R. L. Holdsworth brit hegymászók egy sikeres Kamet-hegyi expedícióról való visszatérésük során eltévedtek, és rátaláltak a virágokkal teli völgyre. A terület szépsége vonzotta őket, és a „Virágok völgyének” nevezték el. Smythe később azonos címen könyvet is írt róla.
1939-ben Lady Joan Margaret Legge (1885. február 21. - 1939. július 4.), a Kew-i Királyi Botanikus Kertek által kiküldött botanikus érkezett a völgybe, hogy virágokat tanulmányozzon, és miközben néhány sziklás lejtőn átkelve virágokat gyűjtött, megcsúszott és meghalt. A nővére később felkereste a völgyet, és emlékművet állított a hely közelében.
Chandra Prakash Kala professzor, az Indiai Vadvilág Intézet által kirendelt botanikus 1993-tól kezdve egy évtizeden át kutatást végzett a völgy florisztikájáról és természetvédelméről. 1993-ban 520, kizárólag ebben a nemzeti parkban termő alpesi növényt vett számba, és két könyvet írt: „A Virágok Völgye - Mítosz és valóság” és „A Virágok Völgye Nemzeti Park, Garhwal Himalája Ökológiája és Természetvédelme” címmel.

## Flóra

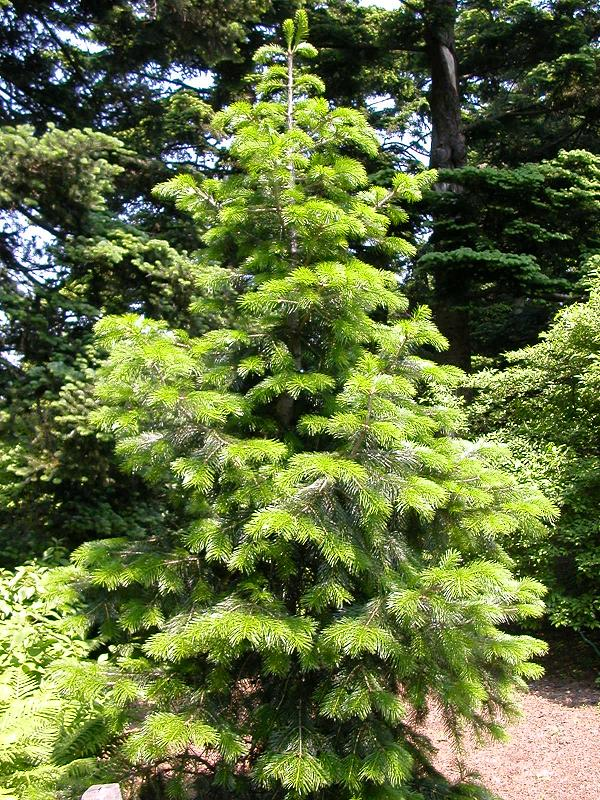
Himalájai jegenyefenyő

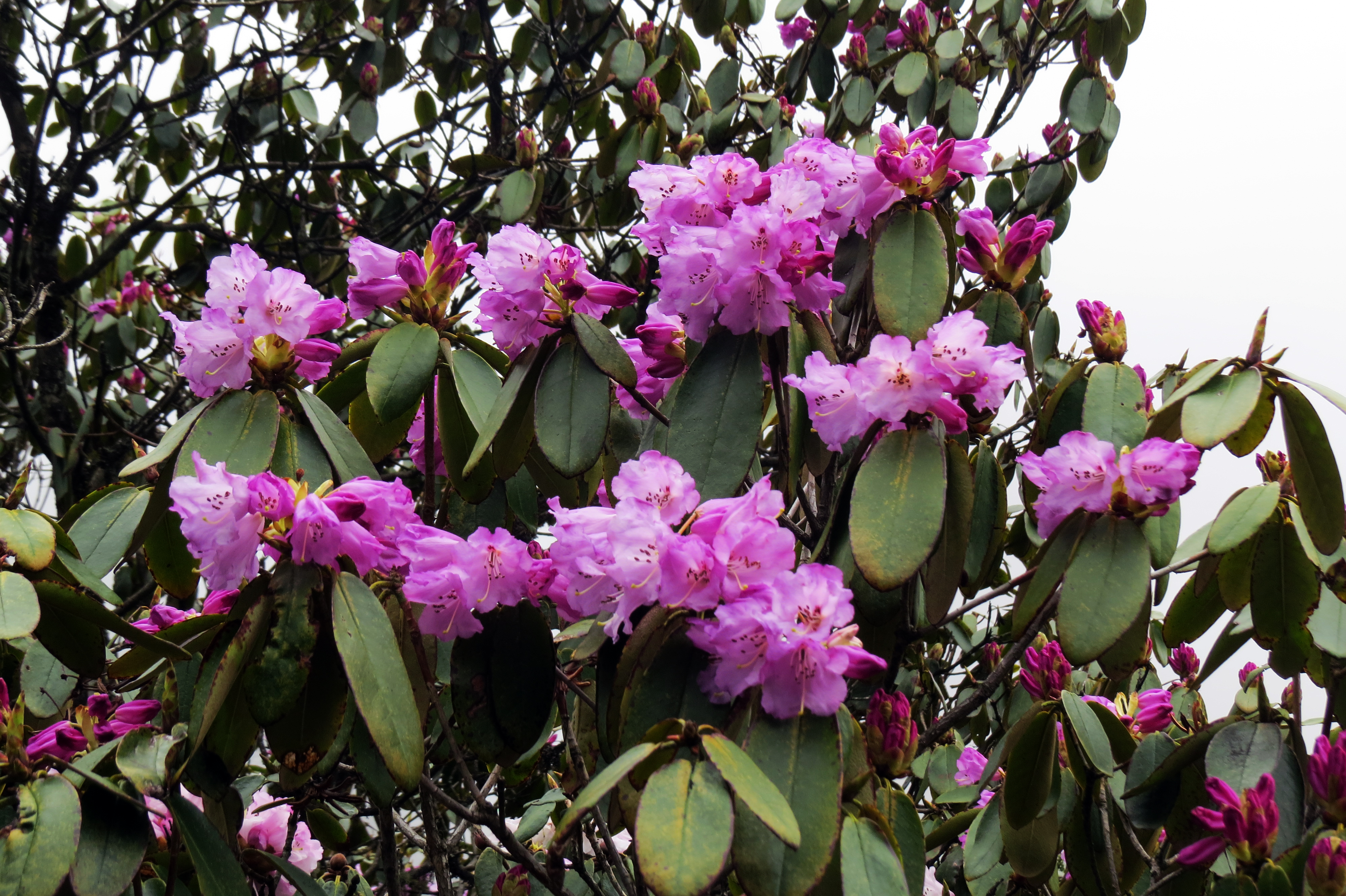
Rhododendron campanulatum

A nemzeti park területén 1998-ban 31 ritka és veszélyeztetett kategóriába tartozó növényfajt figyeltek meg. További tanulmányai szerint a Virágok Völgyében a domináns család az őszirózsafélék (Asteraceae), 62 fajjal. 45 gyógynövényt használnak a helyi falusiak, és több fajt, mint például a Saussurea obvallata (brahma kamal) törpebogáncsfajt vallási felajánlásként gyűjtenek Nanda Devi és Sunanda Devi istennőknek. A területet a Növényi Sokféleség Központjává nyilvánították.
A szubalpin zónára jellemzőek a magasan fekvő erdők, amelyek segítenek megtartani a nedvességet és a havat, és számos növény- és állatközösséget tartanak fenn. Megtalálható itt a ritka Acer caesium juharfaj, a himalájai jegenyefenyő (Abies pindrow), a himalájai nyír (Betula utilis), domináns itt a harangvirágú havasszépe (Rhododendron campanulatum), a himalájai tiszafa (Taxus wallichiana), a himalájai orgona (Syringa emodi) és a Sorbus lanata berkenyefaj társaságában.
Néhány gyakori gyógynövény: az Arisaema jacquemontii csápvirágfaj, a vajvirágfélékhez tartozó Boschniakia himalaica, a kasmíri keltike (Corydalis cashmeriana), a kék csatavirág (Polemonium caerulium), az Impatiens sulcata nebáncsvirágfaj, a fehérszemű gólyaorr (Geranium wallichianum), a ragadós galaj (Galium aparine), a hosszúlevelű tövisbogáncs (Morina longifolia), az Inula grandiflora peremizsfaj, a Nomocharis oxypetala havasililiomfaj, a patakparti szellőrózsa (Anemone rivularis), a Pedicularis pectinata és a P. bicornuta kakastaréjfaj, a gömbös kankalin (Primula denticulate) és a zászpafélékhez tartozó Trillidium govanianum. Azokon a letaposott területeken pedig, ahol a múltban a jószágok összegyűltek, a Polygonum polystachyum keserűfűfaj vált burjánzó gyomnövénnyé.

## Fauna
A völgyben a vadon élő állatok sűrűsége nem nagy, de a fellelhető állatok mindegyike ritka vagy veszélyeztetett.
2004 előtt CP Kala és környéke összesen 13 emlősfajt jegyzett fel a parkban, bár csak 9 fajt észlelt közvetlenül: Az északi síksági szürke langur Semnopithecus entellus, vörös óriás repülő mókus Petaurista petaurista, himalájai fekete medve Ursus thibetanus (VU), vörös róka Vulpes vulpes, himalájai menyét Mustela sibirica, és himalájai sárga-torkú márna Martes flavigula, himalájai gorál Naemorhedus goral, himalájai pézsmaszarvas Moschus leucogaster, indiai pettyes csevroteknős Moschiola indica, himalájai tahr Hemitragus jemlahicus (VU) és szeráj Capricornis sumatraensis (VU). A tahr gyakori, a serow, a goral, a pézsmaszarvas és a bharal, a kék juh ritka.

## Ragadozók

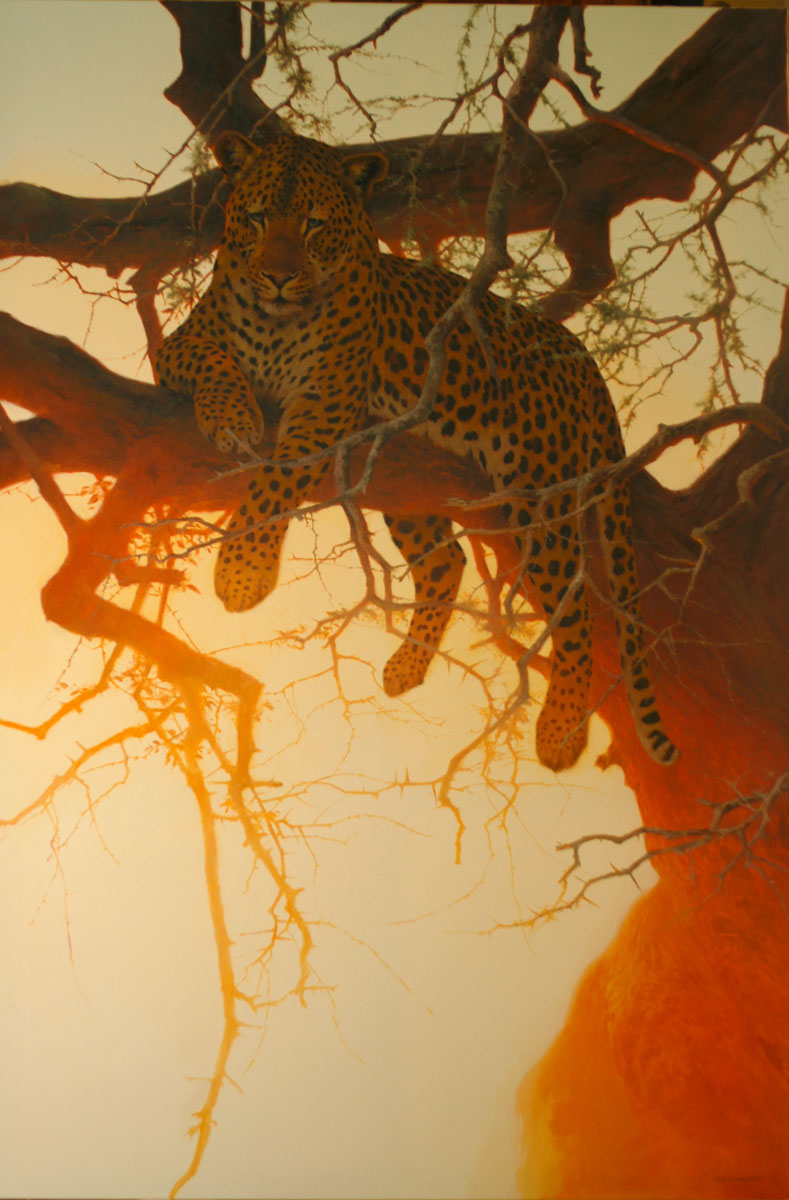
Közönséges leopárd

Egy 2004. októberi faunisztikai felmérés megállapította a hópárduc Panthera uncia(EN) jelenlétét a nemzeti parkban. A közönséges leopárdot Panthera pardus a völgy alacsonyabb, a falvakhoz közelebb eső részeiről jelentették. A helyi lakosok barna medvéről Ursus arctos és bharal vagy kék juhról Pseudois nayaur is beszámoltak.

## Hüllők

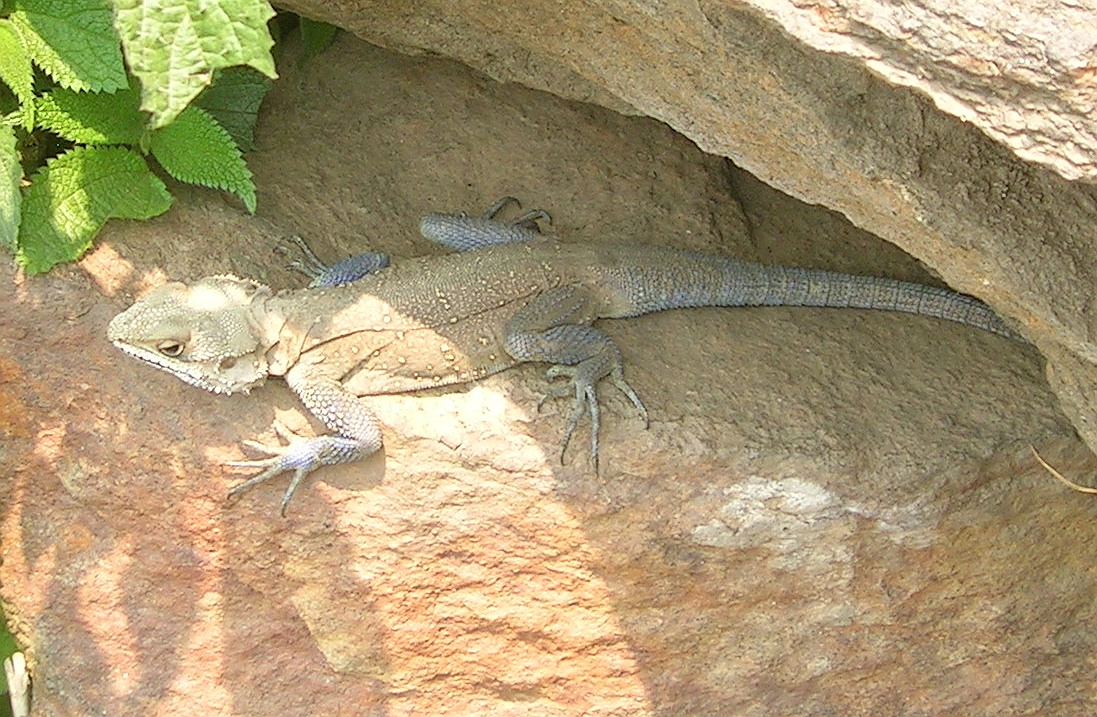
Magashegyi gyík

A hüllők közül leggyakrabban a magashegyi gyíkot (Agama tuberculata), a himalájai földikutyát (Leiolopisma himalayana) és a himalájai gödörviperát (Gloydius himalayanus) látni.

## Lepkefélék
A virágok mellett vadméhek és számos lepkefaj él, amelyek még további kutatásra szorulnak. A feltűnőbb fajok közül néhány: hársfarkú lepke Papilio demoleus demoleus, a közönséges sárga fecskefarkú Papilio machaon, Papilio polytes romulus, a szurikáta Papilio protenor protenor és a közönséges kék apolló Parnassius hardwickei.

## Madárfélék

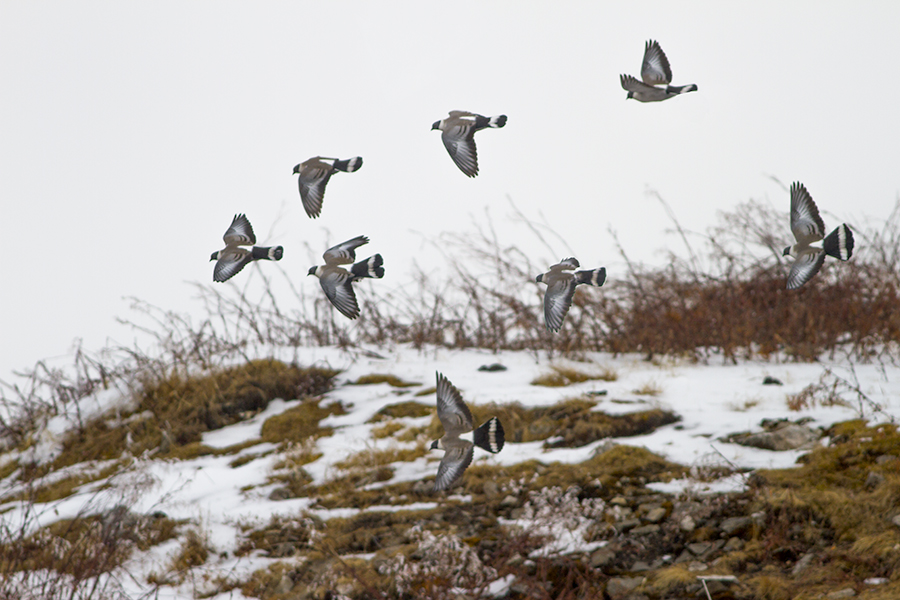
Hógalamb

A terület a Nyugat-Himalájai Endemikus Madárvédelmi Területen belül van, de a völgyre vonatkozó felméréseket nem végeztek. A Nanda Devi Parkban 1993-ban 114 fajt láttak. A völgyben gyakran látott fajok közé tartozik a Gypaetus barbatus, a himalájai keselyű Gyps himalayensis, a sárgacsőrű és vöröscsőrű csér Pyrrhocorax graculus és P. pyrrhocorax, koklass fácán Pucrasia macrolopha, a nemzeti jegyzékben szereplő himalájai monal fácán Lophophorus impejanus, amely a rododendron sűrűségben található, a pikkelyhasú és a sárgamellű fakopáncs Picus squamatus és P. flavinucha, a nagy és kéktorkú túzok Megalaima virens és M. asiatica, a hógalamb Columba leuconota és a pettyes galamb Stigmatopelia chinensis.

## Természetvédelem
A parkot az Uttarakhandi Állami Erdészeti Minisztérium, az indiai Környezetvédelmi és Erdészeti Minisztérium igazgatja. A nemzeti parkban nincs település, és 1983 óta tilos a legeltetés a területen. A park csak 4-5 hónapig van nyitva nyáron, júniustól októberig.

## Kutatófaiskola és magbank

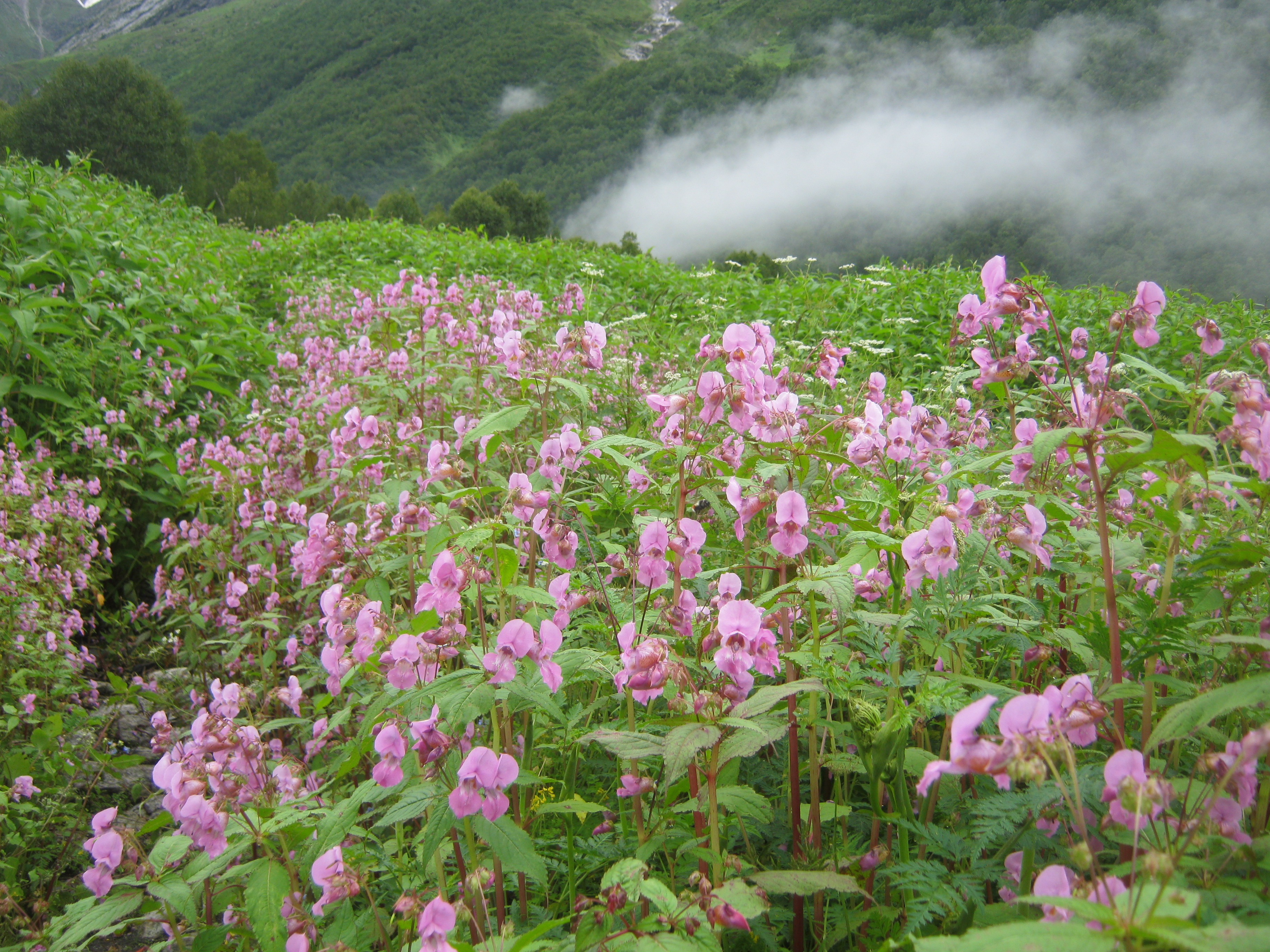

Musadharban, a terület bejáratának közelében kutató faiskolát és mag-, rizóma- és gumóbankot hoztak létre ritka növények és értékes gyógynövények szaporítására. A ritka és értékes gyógynövények különleges programok tárgyát képezik. Ezek közé tartozik az Aconitum heterophyllum és az A. falconeri sisakvirágfaj, az Arnebia benthamii prófétavirágfaj, a Dactylorhiza hatagirea ujjaskosborfaj, a Gymnadenia orchides bibircsvirágfaj, a káposztafélékhez tartozó Megacarpaea polyandra, az útifűfélékhez tartozó Picrorhiza kurrooa, a himalájai tojásbogyó (Podophyllum hexandrum) és a himalájai tiszafa (Taxus wallichiana).
Kutatási parcellákat hoztak létre annak megállapítására, hogy miként lehet a legjobban megfékezni a Polygonum polystachyum nevű keserűfűfaj terjedését anélkül, hogy más növényeket vagy a talajfelszínt károsítanánk. Az első éves felmérést 2004-ben végezték el, és évente meg fogják ismételni.

## Idővonal

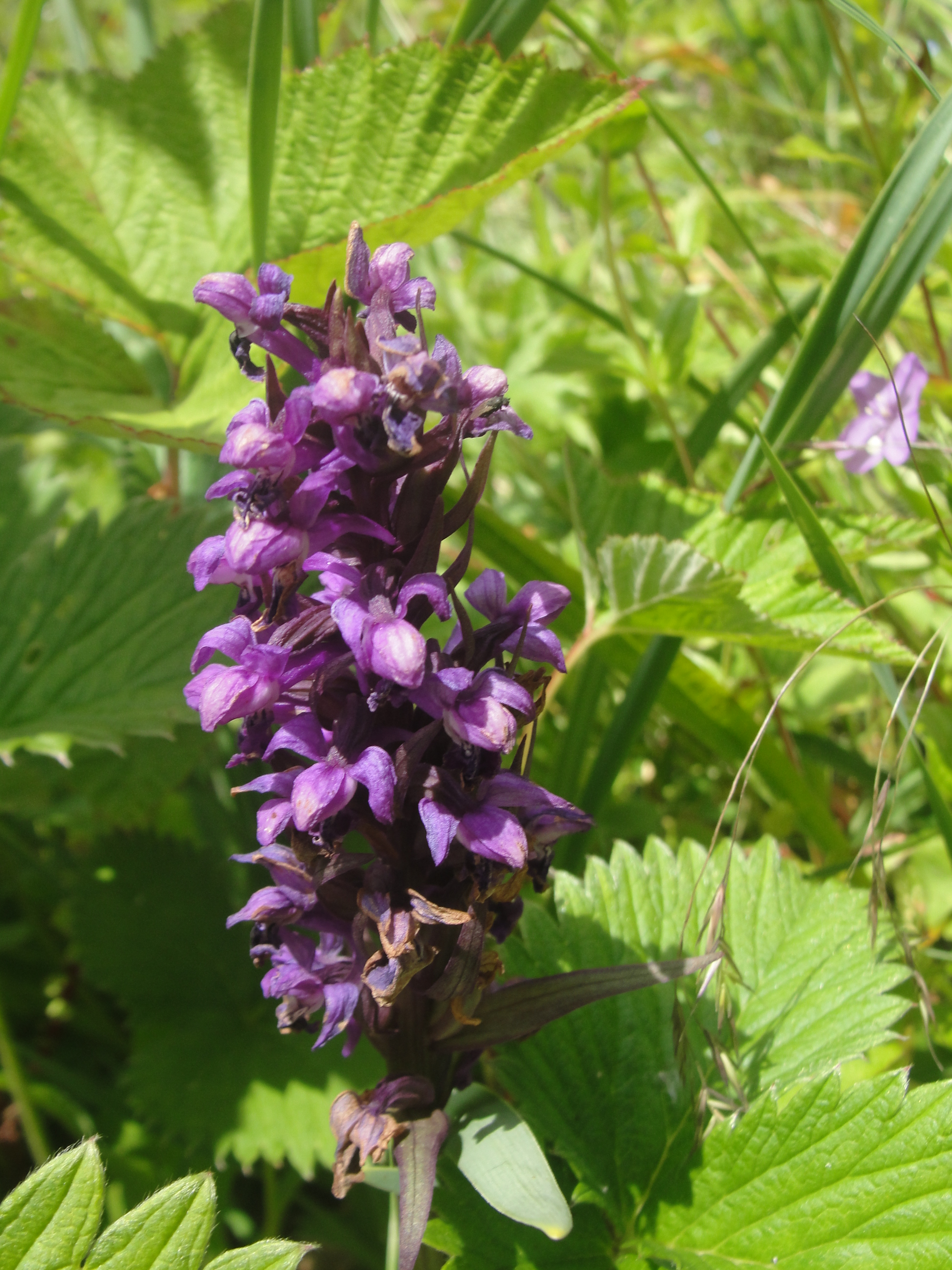
A ritka virágok egyike:Dactylorhiza hatagirea

- 1862: A Pushpawati folyó völgyét Edmund Smyth ezredes fedezte fel;
- 1931: A völgyet Frank S. Smythe hegymászó látogatta meg, aki könyvet írt a „Virágok Völgye” népszerűsítéséről;
- 1934: Eric Shipton és Bill Tilman hegymászók elérték és leírták a felső Nanda Devi-szentélyt;
- 1936: Bill Tilman & Noel Odell hegymászók megmászták a Nanda Devit;
- 1939: A medencét a Nanda Devi Vadvédelmi Területként hozták létre az 1493/XIV- 28. sz. 7/01. sz. kormányrendelettel;
- 1962: Határviták miatt a területet lezárták a forgalom elől, ami megváltoztatta a helyi gazdaságot;
- 1974-82: A szentélyt megnyitották a hegymászás előtt, de az ezt követő romlás miatt a területet minden felhasználó előtt bezárták;
- 1980: A parkot a 3912/ XIV 3-35-80-as értesítéssel Sanjay Gandhi Nemzeti Parkként hozták létre; a legeltetés és a hegymászás megszűnt;
- 1980: A Virágok Völgyét a 4278/XIV-3-66-80-as kormányrendelettel nemzeti parkká nyilvánították az 1972-es vadvédelmi törvény rendelkezései alapján, növényvilágának megőrzése érdekében;
- 1982: A parkot átkeresztelték Nanda Devi Nemzeti Parkra;
- 1988: létrehozták a Nanda Devi Nemzeti Bioszféra Rezervátumot (223,674 ha) a nemzeti parkkal mint magzónával (62,462 ha) és a két területet körülvevő 514,857 ha pufferterülettel; korlátozták a közeli falusiak jogait. Az UNESCO a világörökség részévé nyilvánította;
- 2000: A bioszféra-rezervátumot a kormány 586,069 hektárra bővítette, és a Virágok Völgye Nemzeti Parkot a második magzónaként hozzáadták (62,462 ha + 8,750 ha, összesen 71,212 ha magterület);
- 2004: A két magterület és a pufferzóna az UNESCO MAB-rezervátummá nyilvánítása.

## Galéria

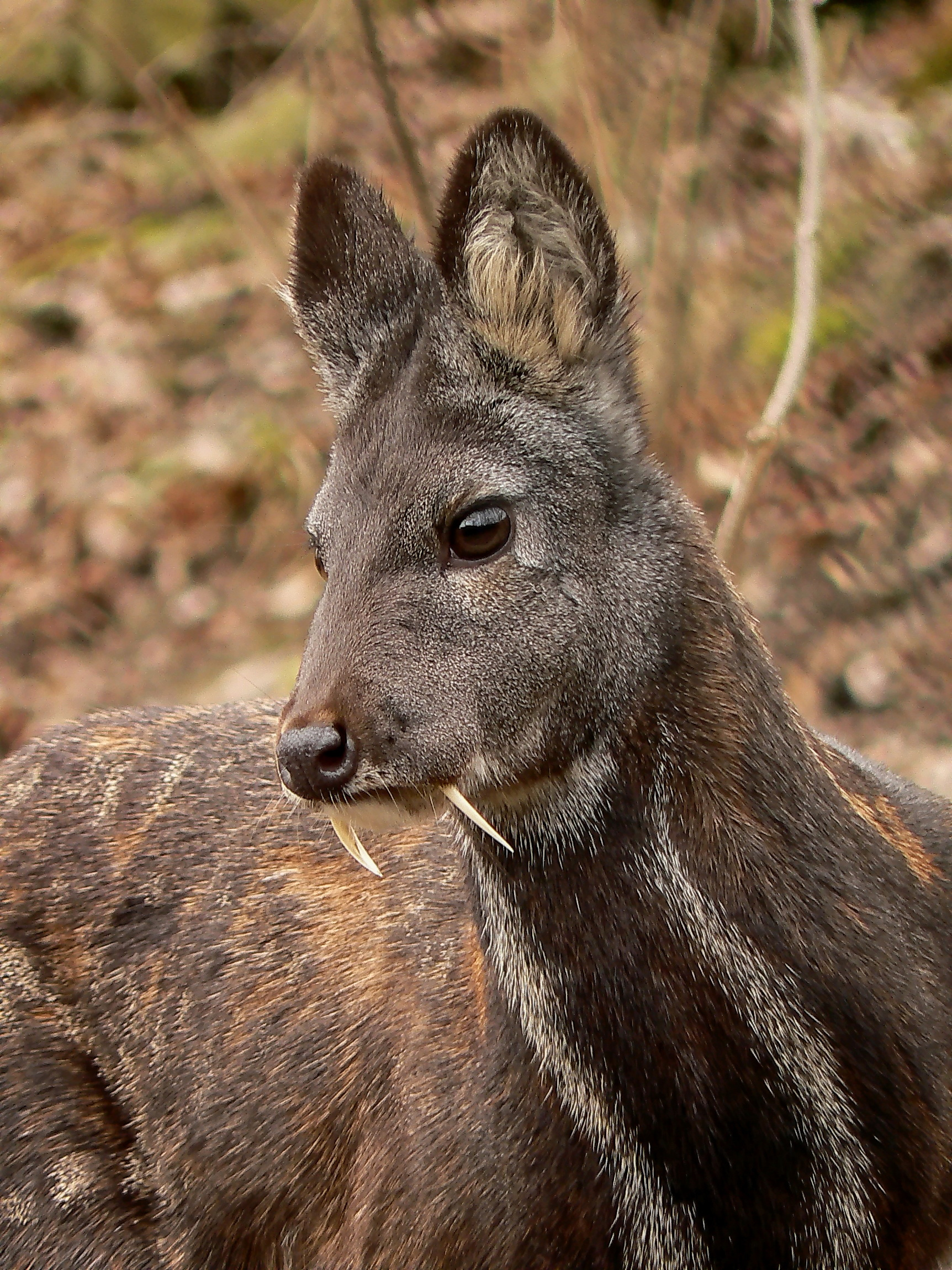
Pézsmaszarvas
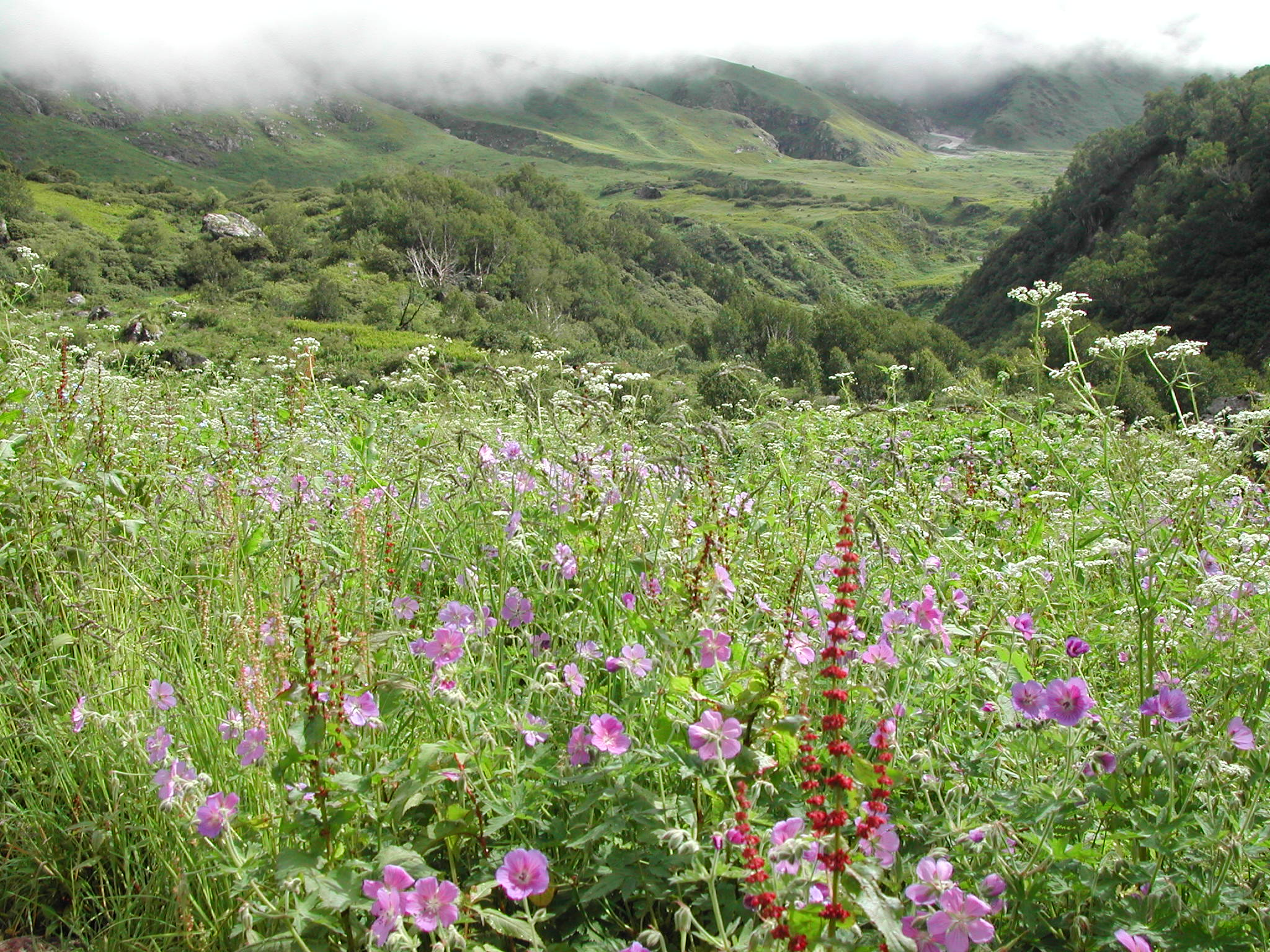
A virágok völgye
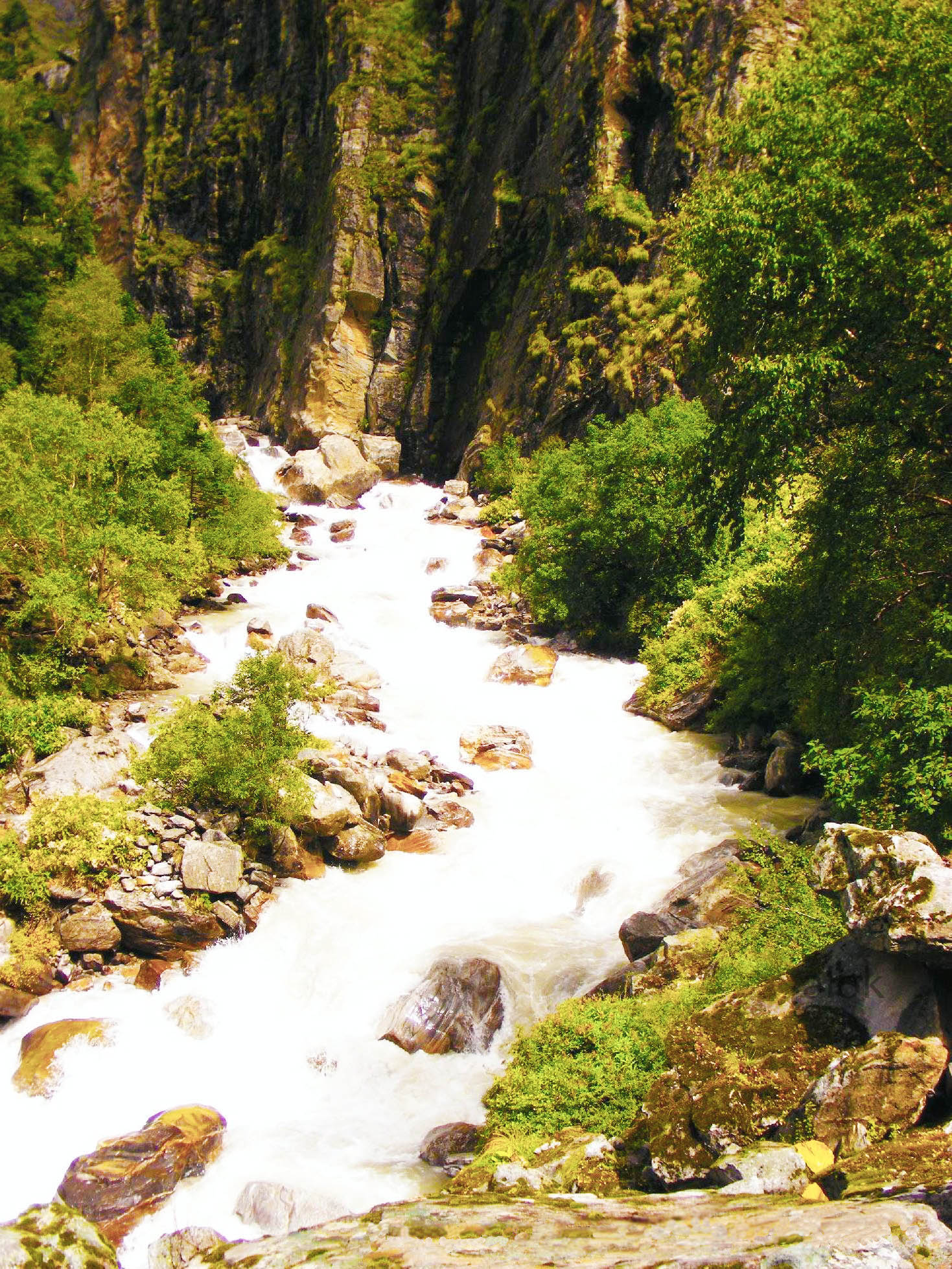
Pushpawati
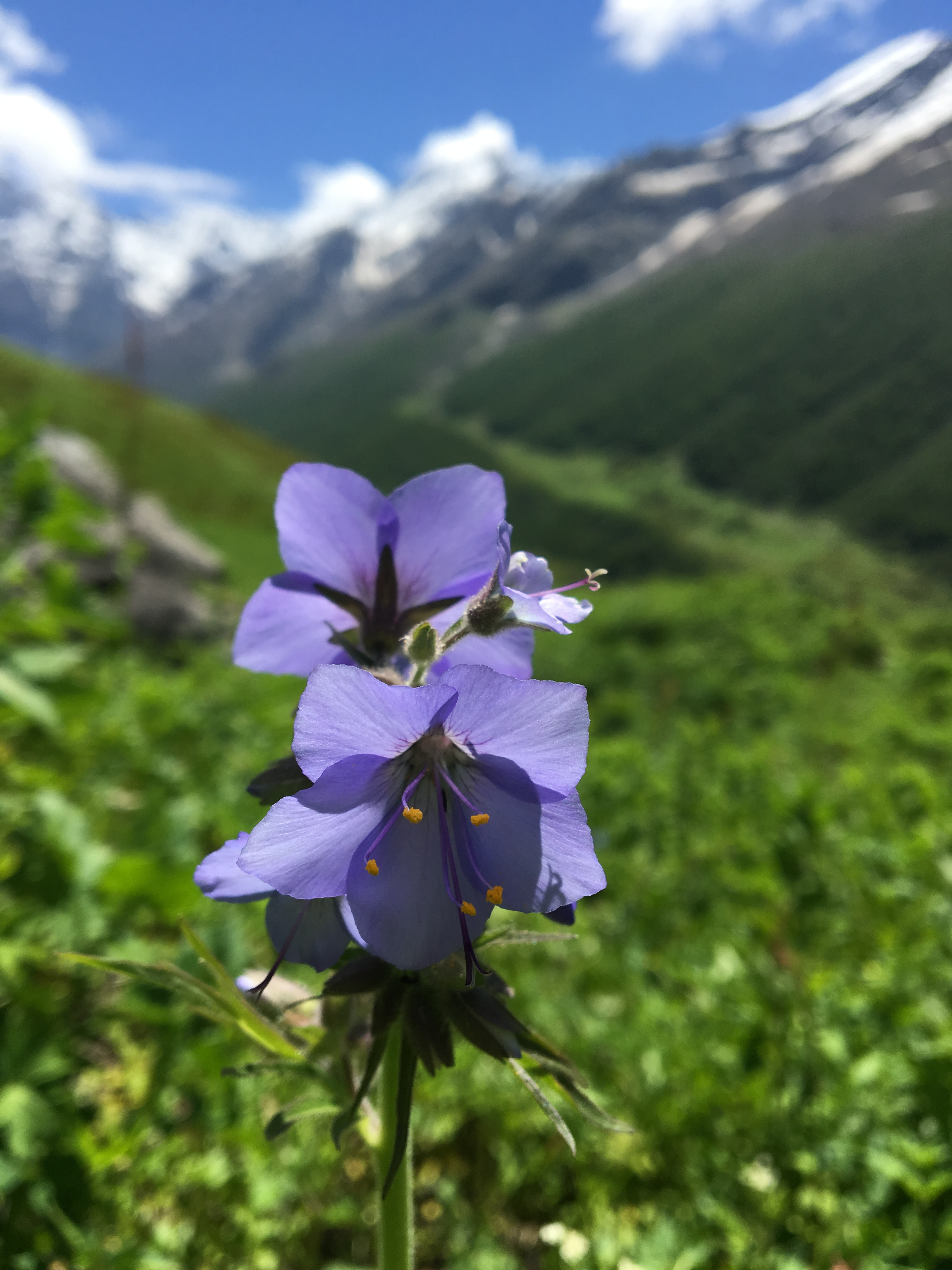
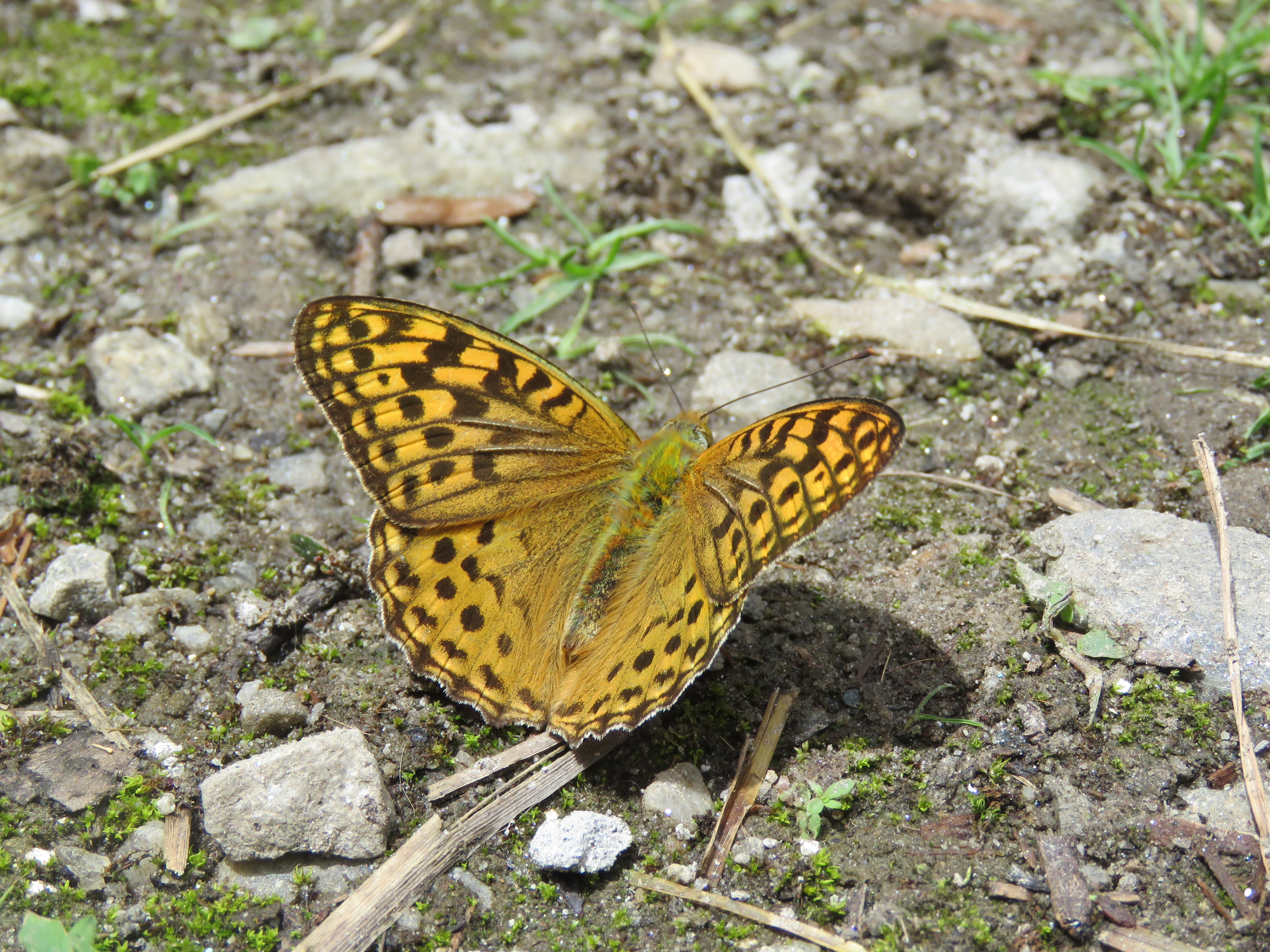
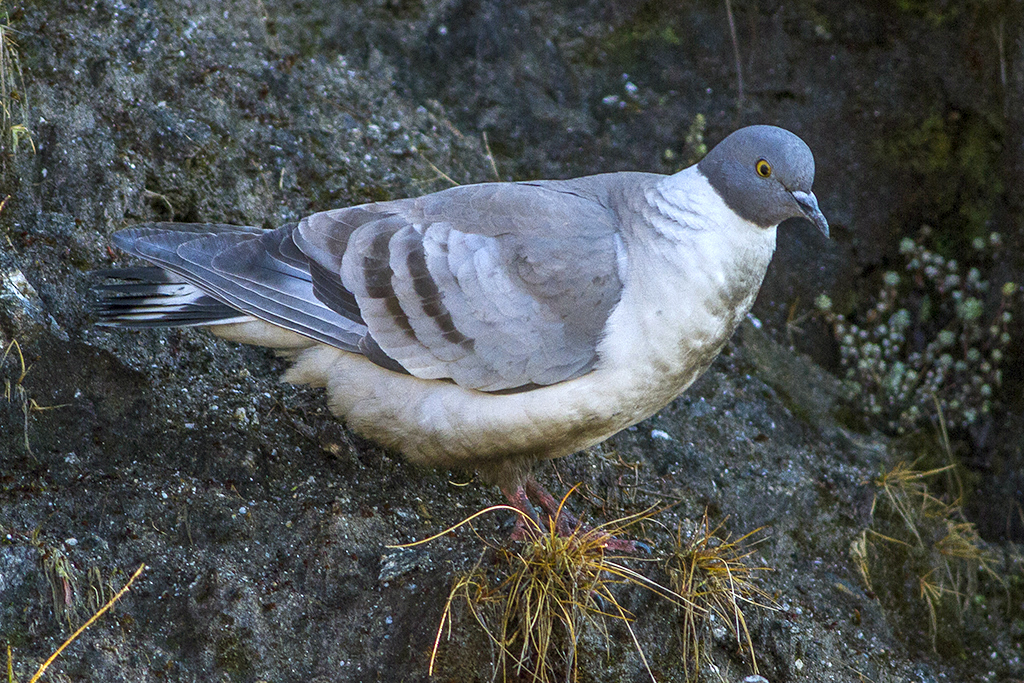
Hógalamb
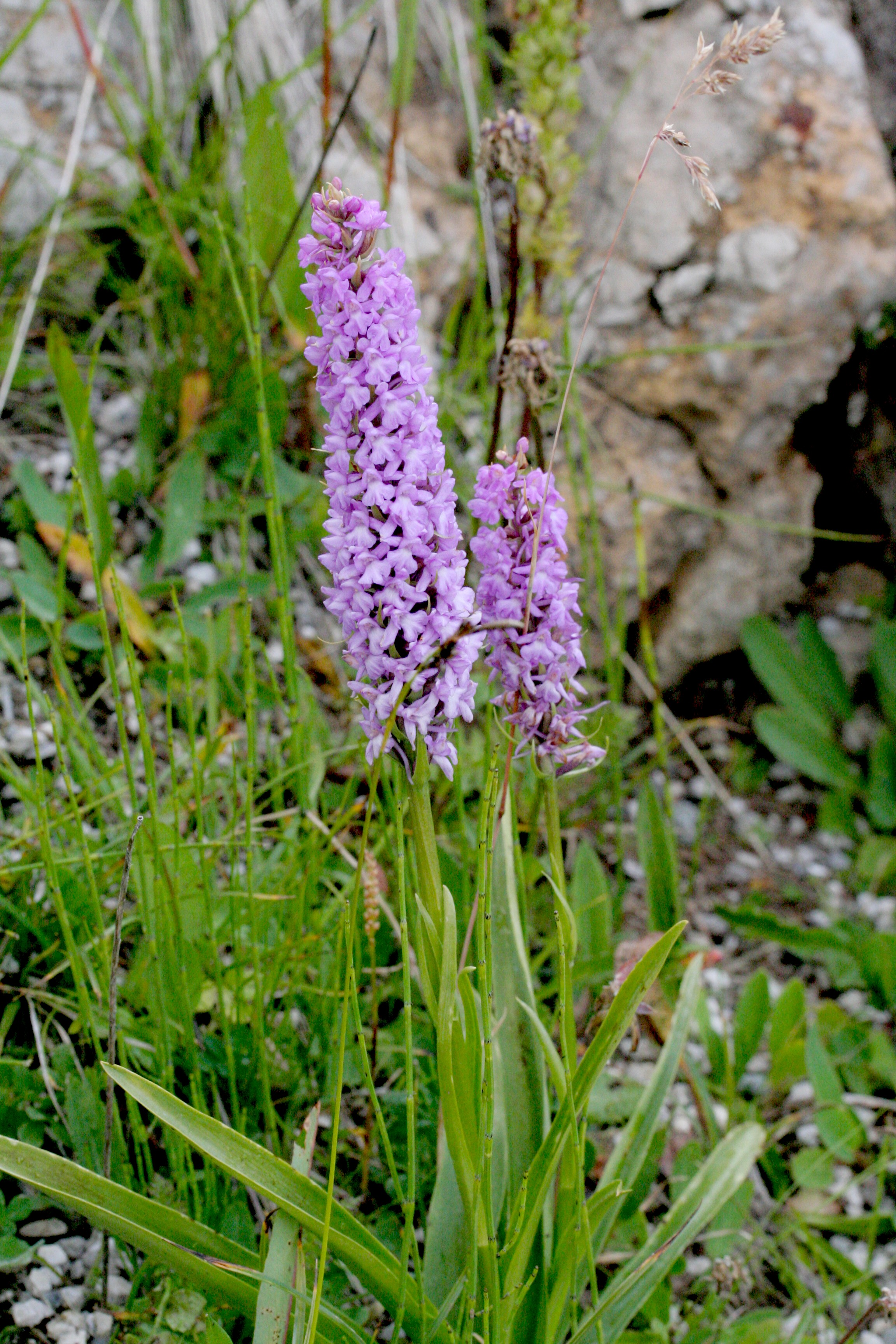
Gymnadenia densiflora

## Megközelítése
A Virágok völgyébe való eljutás körülbelül 17 km-es túrát igényel. A legközelebbi nagyobb város a Garhwalban található Joshimath, amely kényelmes közúti összeköttetéssel rendelkezik Haridwarból és Dehradunból, mindkettő Joshimath-tól mintegy 270 km-re délre. Delhiből vonattal lehet eljutni Haridwarba, majd Rishikesh-en keresztül busszal Govindghatba, amely körülbelül 24 km-re van egy másik fontos célpont, Badrinath előtt. Delhiből Govindghatba autóval is el lehet jutni, ami körülbelül 500 km távolság.

## Fordítás
Ez a szócikk részben vagy egészben  a   Valley of Flowers National Park című angol Wikipédia-szócikk fordításán alapul.  Az eredeti cikk szerkesztőit annak laptörténete sorolja fel. Ez a jelzés csupán a megfogalmazás eredetét és a szerzői jogokat jelzi, nem szolgál a cikkben szereplő információk forrásmegjelöléseként.